# Pompwagen

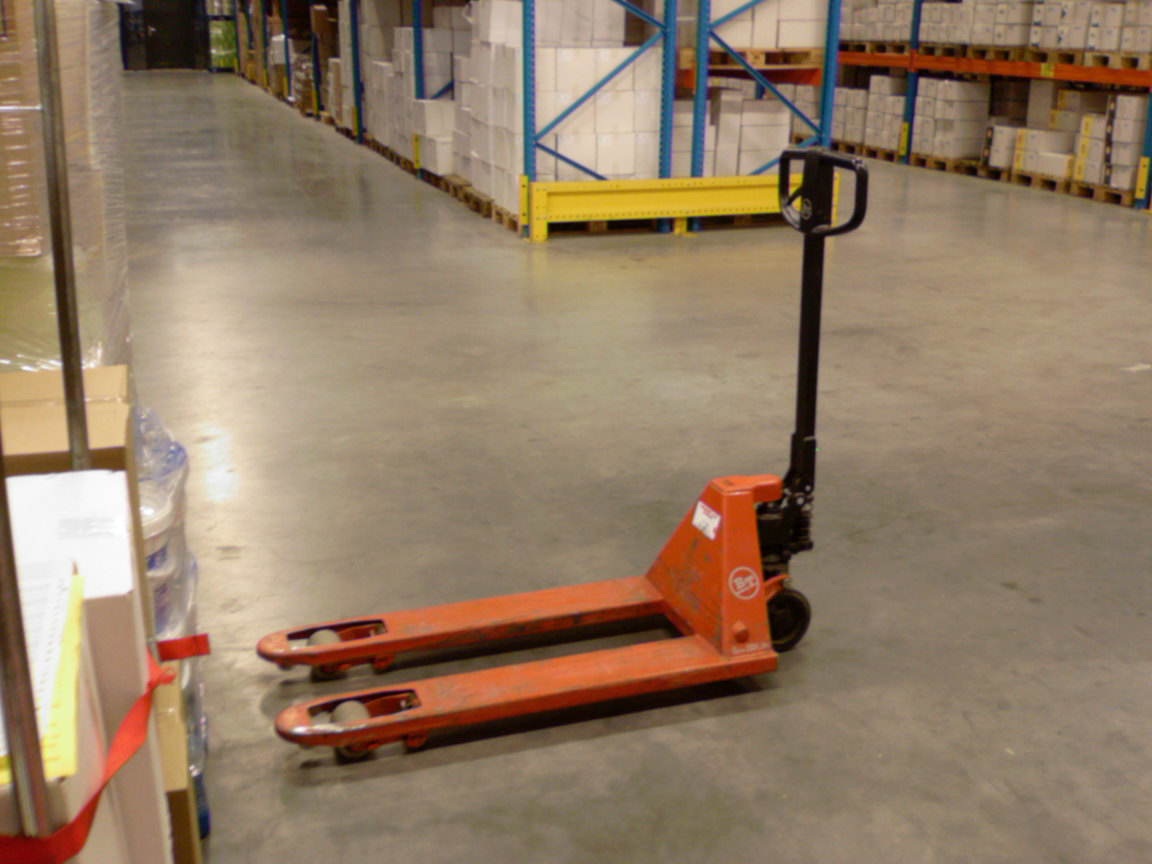
Handpompwagen

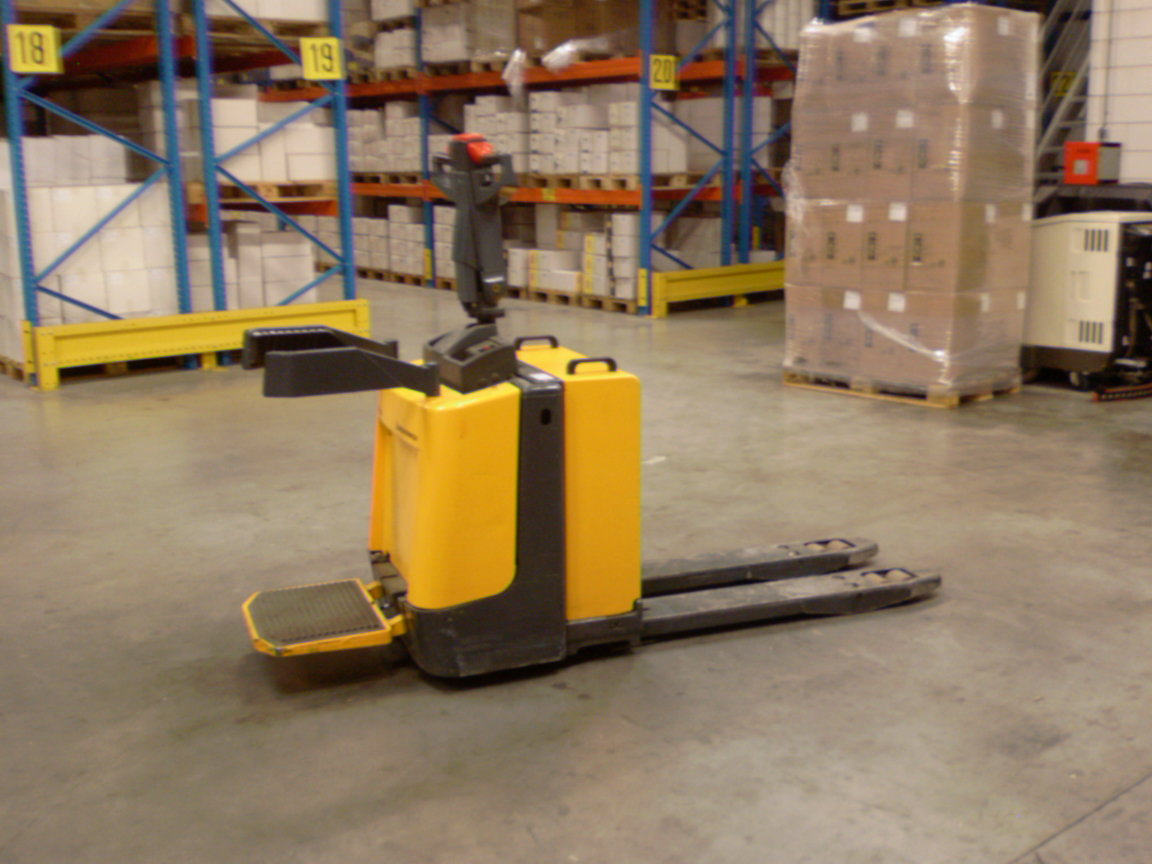
Elektrische pompwagen met plateau

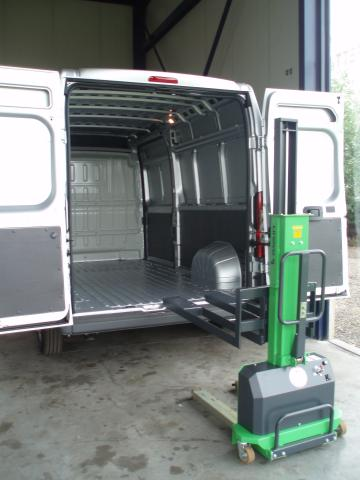
Meeneempompwagen

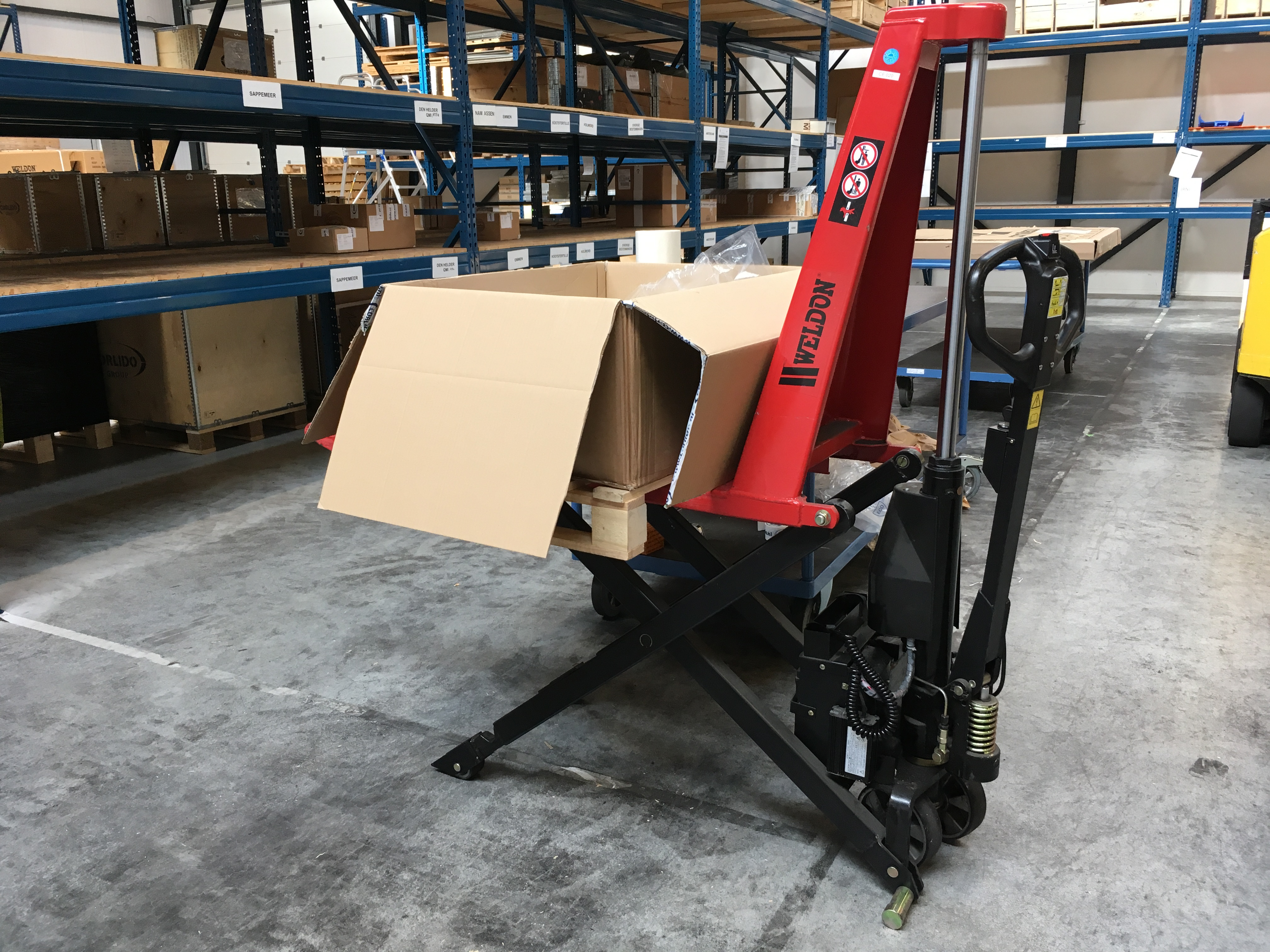
Schaarpalletwagen in gebruik

Een pompwagen, palletwagen of transpallet is een transportmiddel, al of niet handbediend, voor het verplaatsen van goederen op pallets. Het apparaat wordt vooral gebruikt in magazijnen en in vrachtwagens. De maximale hoogte waarop een pompwagen een vracht omhoog kan brengen is ongeveer 15 cm. Voor het stapelen van goederen is een palletwagen dus niet geschikt; hiervoor gebruikt men meestal een vorkheftruck of een mechanische palletstapelaar.

## Verschillende pompwagens
- Een handpompwagen wordt met menskracht verplaatst en met de hand omhoog gekrikt.
- Een elektrische pompwagen zonder plateau wordt voor of achter de wagen lopend bestuurd.
- Een elektrisch aangedreven wagen (EPT) met plateau kan ook de persoon die hem bedient vervoeren.
- Een meeneempompwagen kan in een bestelbus worden meegenomen.

Een pompwagen wordt vaak gedifferentieerd op basis van wieluitvoering (materiaalsoort en enkele of tandemlastwielen), maximale hefcapaciteit, afmeting en eventuele extra functionaliteiten (bijv. een weegsysteem). In Nederland is de standaardafmeting van een handpalletwagen 115 × 54 cm.

## Wegen met een pomp- of palletwagen
Een handpalletwagen kan worden voorzien van een weegsysteem. Het systeem is ingebouwd in de vorken van de palletwagen en weegt de goederen op de vorken. Zo is er geen aparte weegschaal nodig. Een wegende pallettruck heeft allerlei toepassingen, zoals het op gewicht controleren van ontvangen zendingen, voorkomen van overbelading van vrachtwagens of het mengen van grondstoffen op gewicht. Hij kan ook worden gebruikt voor het tellen van onderdelen aan de hand van het gewicht.

## Verkrijgbaarheid
Hoewel er meerdere producenten van handpalletwagens in Europa zijn, worden de meeste uit Azië geïmporteerd. Voorbeelden van in Europa verkrijgbare merken zijn Toyota BT, Still, Jungheinrich en Weldon.

## Hoogheffende palletwagens
Een veel voorkomende variant van de reguliere palletwagen is de schaarpalletwagen of schaarhoogheffer. Deze heeft een minder grote hefcapaciteit, maar de vork ervan kan tot op heuphoogte gebracht worden. Dit heeft voordeel in werkplaatsen waar pallets of dozen frequent verwerkt worden en daarna weer verplaatst. Een schaarpalletwagen klemt zich met een schaar vanaf een bepaalde hoogte vast op de grond, waardoor hij een zekere mate van stabiliteit verkrijgt.